# Aéroport de Zhigansk
L'aéroport de Zhigansk, code IATA : ZIX • code OACI : UEVV • Code aéronautique de l'espace russophone : russe : ЖИГ, est un aéroport situé en République de Sakha, en Russie.

## Compagnies aériennes et destinations
| Compagnies | Destinations |
| ---------- | ------------ |
| Yakutia    | Iakoutsk     |

Édité le 06/09/2020